# Drimia delagoensis
Drimia delagoensis ist eine Pflanzenart der Gattung Drimia in der Familie der Spargelgewächse (Asparagaceae). Das Artepitheton delagoensis  verweist auf das Vorkommen der Art in der Delagoa-Bucht.

## Beschreibung
Drimia delagoensis wächst mit oberirdischen, einzelnen oder sich teilenden Zwiebeln und bildet dann kleine Gruppen mit bis zu fünf Pflanzen. Die kugelförmigen Zwiebeln weisen einen Durchmesser von 7 bis 10 Zentimeter auf. Sie besitzen große, ziegelförmig angeordnete, lose sukkulente Zwiebelschuppen. Die kugelförmigen, violettlich grünen Schuppen sind 3,5 Zentimeter lang und ebenso breit. Ihre trockenen Teile sind braun. Ältere Schuppen werden – bevor sie gänzlich vertrocknen – bräunlich und sind an der Spitze gestutzt. Die fleischigen, stielrunden Wurzeln weisen einen Durchmesser von 3 Millimeter auf. Die fünf bis zehn grünen bis glauken Laubblätter sind aufsteigend und erscheinen mit den Blüten. Ihre linealisch-zugespitzte Blattspreite ist 14 bis 50 Zentimeter lang. Die Oberseite ist rinnig, die Unterseite konvex.
Der aufrechte, bis zu 50-blütige Blütenstand erreicht eine Länge von 45 bis 50 Zentimeter. Der stielrunde Blütenstandsstiel weiste an seiner Basis einen Durchmesser von 6 Millimeter auf. Die unscheinbaren blütentragenden Brakteen sind dreieckig-lanzettlich, weiß und 2 Millimeter lang. Sie vertrocknen vor dem Blühen. Die Blüten stehen an 5 bis 6 Millimeter langen Blütenstielen. Die ausgebreiteten bis hängenden Blüten sind 5 bis 10 Millimeter voneinander entfernt. Die sternförmige Blütenhülle erreicht einen Durchmesser von etwa 6 Millimeter. Ihre aufrecht ausgebreiteten, linealisch verkehrt eiförmigen Perigonblätter sind weiß mit einem violettlichen Mittelstreifen. Sie sind 6 Millimeter lang und 2 Millimeter breit. Die Spitzen sind stumpf. Die Staubblätter sind 3 Millimeter lang. Die Staubfäden sind fadenförmig, die Staubbeutel 0,5 Millimeter lang. Der aufrechte Griffel weist eine Länge von 3 Millimeter auf. Die Blütezeit ist der Frühling und der Frühsommer.
Die länglich eiförmigen Früchte sind 10 bis 12 Millimeter lang und 4 bis 5 Millimeter breit. Sie enthalten geflügelte, längliche, schwarze Samen mit einer Länge von 7 Millimetern und einer Breite von 1,5 Millimeter.

## Systematik und Verbreitung
Drimia delagoensis ist im Grenzgebiet der südafrikanischen Provinzen Mpumalanga und KwaZulu-Natal mit Mosambik und Eswatini in trockenen Savannen in den Lebombobergen verbreitet.
Die Erstbeschreibung als Urginea delagoensis durch John Gilbert Baker wurde 1897 veröffentlicht. John Peter Jessop stellte die Art 1977 in die Gattung Drimia.

## Nachweise